# كاتوري (تشيبا)
مدينة كاتوري (بالإنجليزية: Katori)‏ هي إحدى المدن التابعة لولاية تشيبا. تأسست رسميًا في 27/03/2006. ويقدر عدد سكانها بـ 85193 نسمة حسب تقدير مكتب الإحصاء الياباني لعام 2012. تبلغ مساحة كاتوري 262.31 كم2. بكثافة سكانية تبلغ 325 نسمة/كم2.